# فوتبال ارمنستان در ۱۹۹۹
سال ۱۹۹۹ در فوتبال ارمنستان، هشتمین فصل فوتبال مستقل پس از جدایی از اتحاد جماهیر شوروی بود. لیگ برتر ارمنستان در سال ۱۹۹۹ با ۱۰ تیم برگزار شد که سه تیم پایین جدول به لیگ دسته اول ارمنستان سقوط می‌کردند. تیم هفتم جدول به همراه تیم دوم جدول لیگ دسته اول وارد بازی پلی‌آف صعود/سقوط می‌شد. تنها برنده آن رقابت مستقیماً صعود می‌کرد.

## لیگ برتر
- زوارتنوتس-ای‌ای‌ال ترویج داده می‌شود.
- کیلیکیا به فوتبال حرفه ای بازگشت.
- اربونی-هونتمن نام خود را به باشگاه فوتبال اربونی تغییر داد.
- شیراک ۲ نام خود را به اف‌سی گیومری تغییر داد.
- قره‌باغ از ایروان به استپاناکرت منتقل شد.

=
لیگ برتر فوتبال ارمنستان ۱۹۹۹ (انگلیسی: 1999 Armenian Premier League) مین فصل از زمان تأسیس آن در سال ۱۹۹۲ بود.

## جدول لیگ
| مقام | تیم              | P  | W  | D | L  | F  | A   | GD  | Pts |
| ---- | ---------------- | -- | -- | - | -- | -- | --- | --- | --- |
| 1    | شیراک            | ۳۲ | ۲۳ | ۴ | ۵  | ۹۳ | ۲۹  | +۶۴ | ۷۳  |
| 2    | آرارات ایروان    | ۳۲ | ۲۲ | ۶ | ۴  | ۶۳ | ۲۱  | +۴۲ | ۷۲  |
| 3    | آراکس آرارات     | ۳۲ | ۲۲ | ۵ | ۵  | ۷۸ | ۱۹  | +۵۹ | ۷۱  |
| 4    | زوارتنوتس-ای‌ای‌ال | ۳۲ | ۱۶ | ۶ | ۱۰ | ۵۰ | ۳۸  | +۱۲ | ۵۴  |
| 5    | ایروان           | ۳۲ | ۱۵ | ۶ | ۱۱ | ۶۰ | ۴۳  | +۱۷ | ۵۱  |
| 6    | اربونی           | ۳۲ | ۱۲ | ۵ | ۱۵ | ۴۱ | ۴۴  | -۳  | ۴۱  |
| 7    | کیلیکیا          | ۳۲ | ۱۰ | ۴ | ۱۸ | ۵۷ | ۵۵  | -۲  | ۳۴  |
| 8    | دوین آرتاشات     | ۳۲ | ۲  | ۲ | ۲۸ | ۲۰ | ۱۱۶ | -۹۶ | ۸   |
| 9    | آراگاتس          | ۳۲ | ۲  | ۲ | ۲۸ | ۲۳ | ۱۲۰ | -۹۷ | ۸   |
| 10   | لرناین آرتساخ    | X  | X  | X | X  | X  | X   | X   | X   |

|  | قهرمانی.                                       |
|  | مجبور به بازی پلی‌اف صعود/سقوط شد.              |
|  | به لیگ دسته اول فوتبال ارمنستان ۲۰۰۰ سقوط کرد. |
|  | در طی فصل به واسطه مشکلات مالی خارج شد.        |
|  | کناره‌گیری پیش از آغاز فصل.                     |

Pld = بازی‌های انجام‌داده؛ W = بازی‌های برده؛ D = بازی‌های تساوی‌کرده؛ L = بازی‌های باخته؛ GF = گل‌های زده؛ GA = گل‌های خورده؛ GD = تفاضل گل؛ Pts = امتیازات

## گلزنان برتر
|   |          | بازیکن           | تیم              | گل‌ها |
| - | -------- | ---------------- | ---------------- | ---- |
| ۱ | ارمنستان | شیراک ساریکیان   | آراکس آرارات     | ۲۱   |
| ۲ | ارمنستان | آرمان کارامیان   | کیلیکیا          | ۲۰   |
| ۳ | ارمنستان | آرائیک آدامیان   | شیراک            | ۱۶   |
|   | ارمنستان | مهر آوانسیان     | زوارتنوتس-ای‌ای‌ال | ۱۶   |
|   | ارمنستان | کولیا یپرانوسیان | شیراک            | ۱۶   |

### پلی‌آف صعود و سقوط
| تاریخ     | ورزشگاه | تیم PL  | نتیجه | تیم FL             | اطلاعات                                       |
| --------- | ------- | ------- | ----- | ------------------ | --------------------------------------------- |
| ۱۲ دسامبر | آرماویر | کیلیکیا | ۰–۱   | میکا-کاساخ آشتاراک | میکا-کاساخ آشتاراک صعود کرد، کیلیکا سقوط کرد. |

### گلزنان برتر
|   |          | بازیکن           | تیم              | گل‌ها |
| - | -------- | ---------------- | ---------------- | ---- |
| ۱ | ارمنستان | شیراک ساریکیان   | آراکس آرارات     | 21   |
| ۲ | ارمنستان | آرمان کارامیان   | کیلیکیا          | 20   |
| ۳ | ارمنستان | آرائیک آدامیان   | شیراک            | 16   |
|   | ارمنستان | مهر آوانسیان     | زوارتنوتس-ای‌ای‌ال | 16   |
|   | ارمنستان | کولیا یپرانوسیان | شیراک            | 16   |

## لیگ دسته اول
- دینامو-انرگو ایروان نام خود را دوباره به دینامو ایروان تغییر داد.
- آرپا به فوتبال حرفه ای بازگشت.
- در اواسط فصل، کاساخ منحل شد و جای خود را به باشگاه تازه تأسیس میکا-کاساخ داد.

| رتبه | تیم             | بازی | برد | مساوی | باخت | گل زده | گل خورده | گل تفاضل | امتیاز | صعود یا صلاحیت                                   |
| ---- | --------------- | ---- | --- | ----- | ---- | ------ | -------- | -------- | ------ | ------------------------------------------------ |
| ۱    | دینامو ایروان   | ۱۶   | ۱۳  | ۰     | ۳    | ۴۰     | ۱۴       | ۲۶+      | ۳۹     | صعود به لیگ برتر فوتبال ارمنستان                 |
| ۲    | میکا            | ۱۶   | ۱۱  | ۲     | ۳    | ۳۴     | ۱۸       | ۱۶+      | ۳۵     | Forced to play the promotion/relegation play-off |
| ۳    | لوری            | ۱۶   | ۹   | ۴     | ۳    | ۳۲     | ۱۰       | ۲۲+      | ۳۱     |                                                  |
| ۴    | لرناگورتس کاپان | ۱۶   | ۷   | ۴     | ۵    | ۴۱     | ۱۶       | ۲۵+      | ۲۵     |                                                  |
| ۵    | نائیری          | ۱۶   | ۷   | ۳     | ۶    | ۲۳     | ۲۵       | ۲−       | ۲۴     |                                                  |
| ۶    | لرناین آرتساخ   | ۱۶   | ۷   | ۲     | ۷    | ۱۸     | ۱۹       | ۱−       | ۲۳     |                                                  |
| ۷    | FIMA Yerevan    | ۱۶   | ۴   | ۳     | ۹    | ۱۲     | ۳۱       | ۱۹−      | ۱۵     |                                                  |
| ۸    | آرپا            | ۱۶   | ۲   | ۲     | ۱۲   | ۱۱     | ۴۶       | ۳۵−      | ۸      |                                                  |
| ۹    | موش کاساغ       | ۱۶   | ۱   | ۲     | ۱۳   | ۶      | ۴۲       | ۳۶−      | ۵      |                                                  |
| ۱۰   | آلاشکرت         | ۰    | –   | –     | –    | –      | –        | —        | ۰      | کناره‌گیری از رقابت‌ها                             |
| ۱۱   | SKVV Yerevan    | ۰    | –   | –     | –    | –      | –        | —        | ۰      | کناره‌گیری از رقابت‌ها                             |
| ۱۲   | نیگ آپاران      | ۰    | –   | –     | –    | –      | –        | —        | ۰      | کناره‌گیری از رقابت‌ها                             |

## جام حذفی فوتبال ارمنستان
| یک‌چهارم نهایی‌ها  | یک‌چهارم نهایی‌ها | یک‌چهارم نهایی‌ها |
| ---------------- | --------------- | --------------- |
| دوین آرتاشات     | ۰–۴ ۰–۲         | آراکس آرارات    |
| ایروان           | ۱–۰ ۱–۲         | کیلیکیا         |
| آرارات ایروان    | ۱–۱ ۰–۱         | اربونی          |
| زوارتنوتس-ای‌ای‌ال | ۲–۱ ۰–۱         | شیراک           |
| نیمه‌نهایی‌ها      |                 |                 |
| اربونی           | ۲–۴ ۲–۳         | آراکس آرارات    |
| شیراک            | ۳–۱ ۰–۱         | ایروان          |
| Final            |                 |                 |
| آراکس آرارات     | ۳–۲             | شیراک           |